# Nothomyrmica rudis
Nothomyrmica rudis är en myrart som först beskrevs av Mayr 1868.  Nothomyrmica rudis ingår i släktet Nothomyrmica och familjen myror. Inga underarter finns listade i Catalogue of Life.